# Coendou quichua
Coendou quichua är en gnagare i familjen trädpiggsvin som förekommer i södra Centralamerika och norra Sydamerika.
Arten når en kroppslängd (huvud och bål) av 33 till 44 cm. Beroende på utbredning är svansen bara lite kortare eller av halva kroppens längd. På bålens ovansida förekommer inga mjuka hår utan bara taggar som kan vara två- eller trefärgade.
Utbredningsområdet sträcker sig från Panama över Colombia till Ecuador. Coendou quichua vistas i områden med träd som är täckta av klätterväxter. Den lever i låglandet och i bergstrakter upp till 3000 meter över havet.
Individerna är aktiva på natten och de lever ensam när honan inte är brunstig. Arten klättrar främst i träd. Födan utgörs av frukter och frön.
Antagligen hotas beståndet av skogsavverkningar. IUCN listar arten med kunskapsbrist (DD).